# Pagórki Lubińsko-Wapnickie
Pagórki Lubińsko-Wapnickie (313.213) – mikroregion obszaru Uznam i Wolin, w południowej części wyspy Wolin, nad Zalewem Szczecińskim i jeziorem Wicko Wielkie. Pagórki stanowią wał morenowy oddzielony od Pasma Wolińskiego obniżeniem równoleżnikowym. 
Na południowy wschód od Pagórków Lubińsko-Wapnickich znajduje się obszar Mokrzyckich Gór.

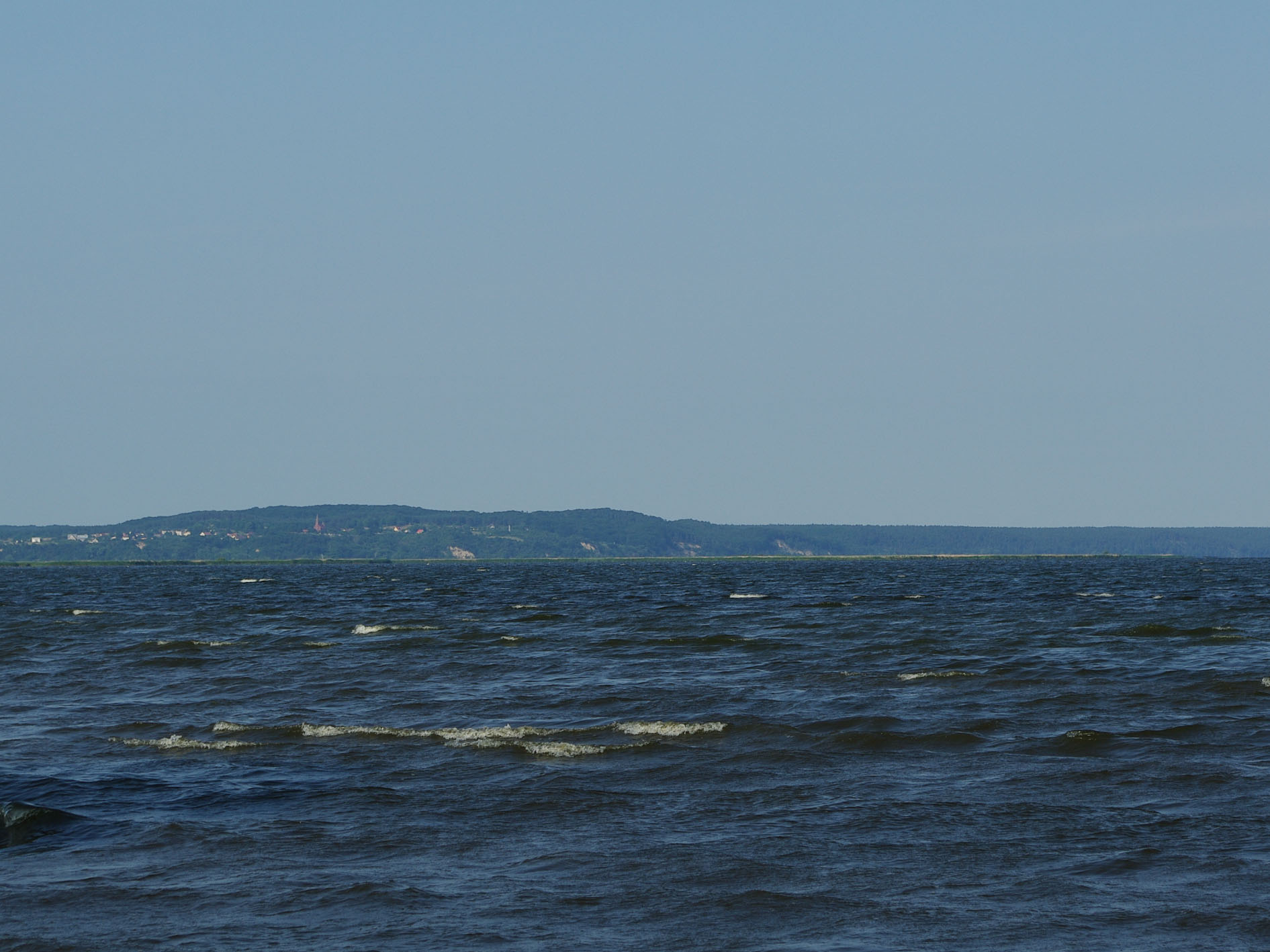
Pagórki Lubińsko-Wapnickie widziane z wyspy Karsibór

Najwyższym wzniesieniem jest Lelowa Góra 89,3 m n.p.m. Inne nazwane wzniesienia: Zielonka, Borowa Góra. W środkowej części obszaru znajduje się Jezioro Turkusowe.
Zachodnią część obszaru zajmują miejscowości Lubin i Wapnica.
Znaczna część mikroregionu znajduje się Wolińskim Parku Narodowym.